# ميغيل أنخيل غونزاليس
ميغيل أنخيل غونزاليس (بالإسبانية: Miguel Ángel González Suárez)‏ (مواليد 24 ديسمبر 1947) هو لاعب كرة قدم. لعب مع منتخب إسبانيا لكرة القدم. سبق له أن لعب في كأس العالم لكرة القدم مع منتخب بلاده.

## روابط خارجية
- ميغيل أنخيل غونزاليس على موقع الاتحاد الدولي (مؤرشف)  (الإنجليزية)
- ميغيل أنخيل غونزاليس على موقع قاعدة بيانات كرة القدم.إي يو (الإنجليزية)
- ميغيل أنخيل غونزاليس على موقع ناشيونال فوتبول تيمز (الإنجليزية)